# National Airlines (N8)
A National Air Cargo, que também opera como National Airlines, é uma companhia aérea estadunidense com sede em Orlando, Flórida. Opera serviços de carga e de passageiros a pedido. Sua base principal é o Aeroporto Internacional de Orlando.

## Frota
A frota da National Airlines inclui as seguintes aeronaves (outubro de 2013):
| Aeronave          | Em serviço | Encomendadas | Armazenadas | Notas                                    |
| ----------------- | ---------- | ------------ | ----------- | ---------------------------------------- |
| Boeing 747-400BCF | 2          |              |             |                                          |
| Boeing 757-200    | 2          | 1            |             | Avião armazenado passará à FedEx Express |
| Boeing 757-200SF  |            | 3            |             |                                          |
| Total             | 4          | 3            | 1           |                                          |

## Acidentes e incidentes

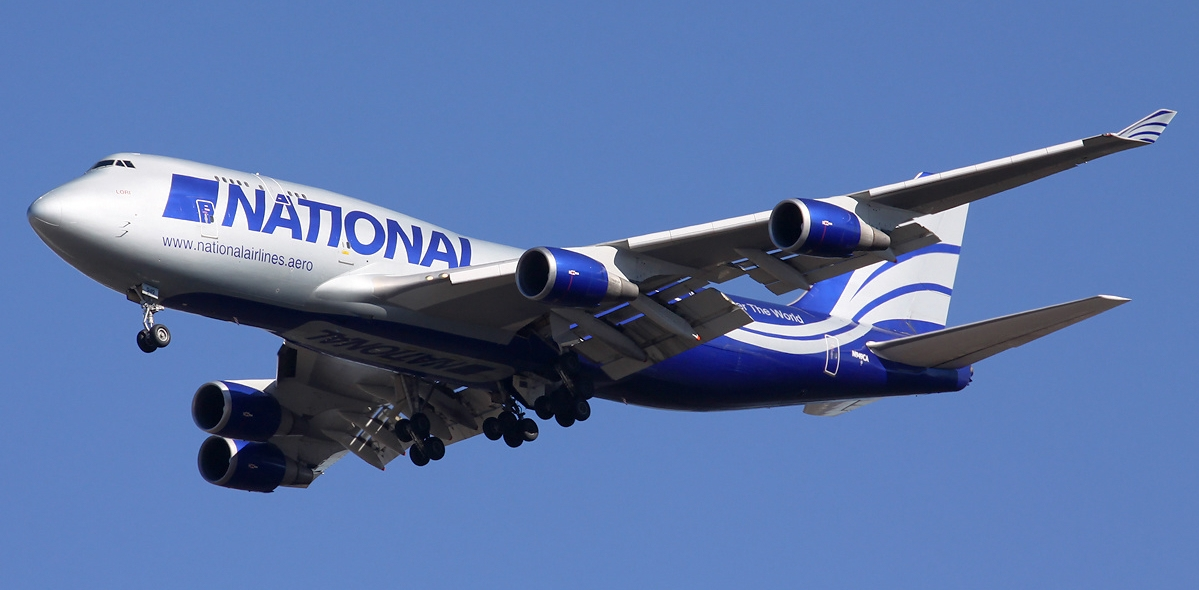
Boeing 747-400 da National Airlines, que caiu no aeroporto de Bagram

Em 29 de abril de 2013, aproximadamente às 15:30, hora do Afeganistão (11:00 UTC), o voo 102 da National Airlines, um Boeing 747-400, registro N949CA, operando um voo de carga para as forças da coalizão, caiu pouco depois de decolar do Aeródromo de Bagram, no Afeganistão. Os sete membros da tripulação a bordo morreram no acidente. Em 2 de junho de 2013, pesquisadores do Ministério dos Transportes e Aviação Civil do Afeganistão confirmaram que a causa do acidente foi devido ao deslocamento da carga; três veículos blindados e dois mineiros teriam soltado e movido até o anteparo traseiro, prejudicando o avião e levando seu centro de gravidade fora do limite posterior. Como consequência, o avião se tornou incontrolável, se inclinou fortemente e perdeu a sustentação, para bater momentos mais tarde.